# Кампания в горах Галгала
Кампания в Галгале — военная кампания в Пунтленде, регионе Сомали. Она была направлена на повторное получение контроля над горами Галгалы, которые попали в руки группировки «аш-Шабаб», командира Шейха Мохаммеда Саида Атома и его ополчения.

## Предпосылки
Атом был вовлечён в контрабанду оружия из Пунтленда к боевикам «аш-Шабаб» на юге Сомали и также был причастен к инцидентам с пиратством, похищением людей и терроризмом.

## Кампания
Кампания стартовала 8 августа в ответ на атаку «аш-Шабаб» 26 июля, в которой погибли двое солдат Пунтленда. В ответ на попытки разгрома «аш-Шабаб» боевики устроили несколько взрывов, ориентируясь на гражданские цели, таких, как город Босасо. Кампания закончилась, когда вооружённые силы Пунтленда захватили деревни Dhagah Barur, Dhagahdheer, и Dindigle. Населённый пункт Dindigle был последним оплотом «аш-Шабаб» в этом регионе.
В 2010 году 150 боевиков  дезертировали и примкнули к разведке Пунтленда. Военные источники сообщили, что Атом сбежал, оставив своих боевиков одних. Считалось, что Саид бежал в Буръо, второй по величине город в Сомали. Начальник полиции Буръо Абдирахман Фохл проводит рейды для поиска террористов «аш-Шабаб». Он опроверг информацию об укрытии Саида в Буръо.
17 марта 2014 года командующий силами безопасности Пунтленда в Галгале полковник Джама Саид Варсаме был убит днём в результате взрыва бомбы на окраине города Босасо. Он был доставлен в ближайшую больницу, вместе со своими охранниками, но скончался от смертельной травмы в больнице. По данным пресс-секретаря «аш-Шабаб» Али Деере нападение было результатом длительного планирования.
7 июня 2014 года, Министерство информации Сомали сообщило, что Атом согласился дезертировать из «аш-Шабаб». „Я хотел бы объявить, что сегодня я решил свои религиозные и политические вопросы мирным путём.“, - сказал Атом, по сообщению правительства.
На 1 октября 2014 года силы Пунтленда отбили последний оплот «аш-Шабаб» в Галгале. По данным министра информации Пунтленда войска захватили области Галгалы в раннем утреннем наступлении. Наступление продолжалось 2 часа, и это заставило боевиков отступить.

## Последствия
3 октября 2014 года правительство Пунтленда выпустило заявление, в котором обвинило «аш-Шабаб» в разрушении сельскохозяйственных общин в Галгале и близлежащих населённых пунктах, включая исторические хозяйства.